# 專注力
專注力是認知神經科學術語，指專心而持續地進行活動，同時忽略外在環境對視覺、聽覺及觸覺等的干擾之能力。這種能力與記憶力等管控功能息息相關，同樣主要由腦額葉的前扣帶皮層控制。專注力是影響兒童學習過程的其中一個因素。